# Powiat Bánovce nad Bebravou
Powiat Bánovce nad Bebravou (słow. okres Bánovce nad Bebravou) – słowacka jednostka podziału administracyjnego znajdująca się w kraju trenczyńskim. Powiat Bánovce nad Bebravou zamieszkiwany jest przez 38 640 obywateli (w roku 2001) i zajmuje obszar 462 km². Średnia gęstość zaludnienia wynosi 83,64 osób na km².